# Josiah Patterson

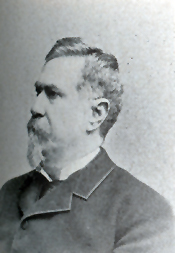
Josiah Patterson, 1896

Josiah Patterson (* 14. April 1837 im Morgan County, Alabama; † 10. Februar 1904 in Memphis, Tennessee) war ein US-amerikanischer Politiker. Zwischen 1891 und 1897 vertrat er den Bundesstaat Tennessee im US-Repräsentantenhaus.

## Werdegang
Josiah Patterson besuchte die öffentlichen Schulen seiner Heimat und die Somerville Academy. Nach einem anschließenden Jurastudium und seiner im Jahr 1859 erfolgten Zulassung als Rechtsanwalt begann er im Morgan County in seinem neuen Beruf zu arbeiten. Während des Bürgerkrieges war Patterson Offizier im Heer der Konföderation, in dem er es bis zum Oberst brachte. Nach dem Krieg praktizierte er wieder als Anwalt in Alabama, wo er seit 1867 in Florence ansässig war. Im Jahr 1872 verlegte Patterson seinen Wohnsitz und seine Kanzlei nach Memphis in Tennessee. In seiner neuen Heimat begann er als Mitglied der Demokratischen Partei eine politische Laufbahn.
Zwischen 1883 und 1885 saß Patterson als Abgeordneter im Repräsentantenhaus von Tennessee. Bei den Kongresswahlen des Jahres 1890 wurde er im zehnten Wahlbezirk seines Staates in das US-Repräsentantenhaus in Washington, D.C. gewählt, wo er am 4. März 1891 die Nachfolge des inzwischen verstorbenen James Phelan antrat. Nach zwei Wiederwahlen konnte er bis zum 3. März 1897 drei Legislaturperioden im Kongress absolvieren. Im Jahr 1896 wurde er nicht erneut bestätigt.
Nach seinem Ausscheiden aus dem US-Repräsentantenhaus praktizierte Josiah Patterson wieder als Rechtsanwalt. Er starb am 10. Februar 1904 in Memphis, wo er auch beigesetzt wurde. Sein Sohn  Malcolm (1861–1935) war ebenfalls Kongressabgeordneter sowie von 1907 bis 1911 Gouverneur von Tennessee.